# Жизела Дулко
Жизела Дулко (на испански: Gisela Dulko, произношение: ) е професионална тенисистка от Аржентина. Тя започва да тренира на седем годишна възраст. Неин първи треньор и консултант в областта на тениса е брат и Алехандро.

## Кариера
Жизела Дулко записва отлично представяне в юношеските формати на турнирите от Големия шлем. Тя печели три от възможни четири отличия в състезанията по двойки. През 2000 г., печели „Откритото първенство на САЩ“ в комбинация с Мария Емилия Салерни. През 2001 г., печели „Откритото първенство на Австралия“ с участието на Анжелик Видая, а през 2002 г. завоюва и „Уимбълдън“ с Ашли Харкълроуд.
В професионалната си кариера, Жизела Дулко има спечелени три титли на сингъл. Първата и титла датира от 29 април 2007 г., когато надделява над румънската тенисистка Сорана Кърстя с резултат 6:7,6:2, 6;2 на турнира в Будапеща. През лятото на 2007 г., аржентинската тенисистка побеждава във финалния мач на турнира „Форест Хил Класик“ в Ню Йорк Виржини Разано, а през 2008 г. в мароканския град Фес тя печели третата си титла с победа над испанката Анабел Медина Гаригес.
Жизела Дулко се представя силно и в мачовете по двойки. Тя има спечелени седемнадесет титли в кариерата си. Последната и титла по двойки е от турнира в Богота, Колумбия. На този турнир Жизела Дулко и румънската тенисистка Едина Галовиц побеждават украинката Олга Савчук и беларуската тенисистка Анастасия Якимова.
В мачовете от турнирите за Големия шлем, Жизела Дулко регистрира много добро представяне през 2009 г. на „Откритото първенство на САЩ“. Тя достига до четвъртфинален мач след като преди това елиминира последователно: Екатерина Макарова, Альона Бондаренко, Ярослава Шведова и Йелена Янкович. В решителния четвъртфинален мач тя отстъпва на по-малката от сестрите Бондаренко — Катерина.

### 2010
През 2010 г., аржентинската тенисистка участва в турнира „Мурила Хобарт Интернешънъл“, където достига до четвърфинален мач, който губи от испанката Анабел Медина Гаригес, след като преди това е остранила последователно унгарката Мелинда Цинк и австрийската представителка Тамира Пашек.
През 2010 г. Жизела Дулко печели редица турнири на двойки заедно с италианката Флавия Пенета, което през ноември ѝ доняся първото място в световната ранглиста по тенис на двойки. В края на месец март през същата година, двете са шампионки на турнира „Сони Ериксон Оупън“. Във финалния мач побеждават Надя Петрова и Саманта Стосър с 6:3, 4:6, 10:7.
На 02.05.2010 г. играят финален мач по двойки на турнира „Порше Тенис Гран При“ в Щутгарт, в който побеждават чешката тенисистка Квета Пешке и Катарина Среботник от Словения с резултат 3:6, 7:6, 10:5. На 08.05.2010 г., двете печелят силния международен турнир в Рим. Във финалната среща надделяват над испанския дует Нурия Лягостера Вивес и Мария Хосе Мартинес Санчес с резултат 6:4, 6:2.
На 09.07.2010 г. печелят турнира в шведския град Бостад. Във финалната среща, те побеждават чешките тенисистки Рената Ворачова и Барбора Захлавова-Стрицова с резултат 7:6, 6:0. На 23.08.2010 г. завоюват шампионската титла на двойки от турнира „Роджърс Къп“ в Монреал, като надделяват над чехкинята Квета Пешке и словенката Катарина Среботник с резултат 7:5, 3:6, 12:10. На 23.10.2010 г. Жизела Дулко печели шампионската титла на двойки от турнира за „Купата на Кремъл“. Във финалния мач отново в тандем с Флавия Пенета побеждава италианката Сара Ерани и испанската тенисистка Мария Хосе Мартинес Санчес с резултат 6:3, 2:6, 10:6.
На 31.10.2010 г., Флавия Пенета и Жизела Дулко печелят титлата на двойки от супертурнира в катарската столица Доха. Във финалната среща те елиминират съпротивата на Квета Пешке от Чехия и словенската тенисистка Катарина Среботник с резултат 7:5, 6:4.

### 2011
На 28 януари 2011 г. Жизела Дулко печели шампионската титла на двойки от Откритото първенство на Австралия. Във финалната среща с Флавия Пенета надделяват над Мария Кириленко от Русия и Виктория Азаренка от Беларус с резултат 2:6, 7:5, 6:1.
На 26.03.2011 г. завоюва шампионската титла на сингъл от турнира в мексиканския град Акапулко. Във финалната среща, се налага над своята испанска опоненетка Аранча Пара Сантонха с резултат 6:3, 7:6.